# Robert Caulet
 (octobre 2022).
La mise en forme du texte ne suit pas les recommandations de Wikipédia : il faut le « wikifier ».
Les points d'amélioration suivants sont les cas les plus fréquents. Le détail des points à revoir est peut-être précisé sur la page de discussion.
- Les titres sont pré-formatés par le logiciel. Ils ne sont ni en capitales, ni en gras.
- Le texte ne doit pas être écrit en capitales (les noms de famille non plus), ni en gras, ni en italique, ni en « petit »…
- Le gras n'est utilisé que pour surligner le titre de l'article dans l'introduction, une seule fois.
- L'italique est rarement utilisé : mots en langue étrangère, titres d'œuvres, noms de bateaux, etc.
- Les citations ne sont pas en italique mais en corps de texte normal. Elles sont entourées par des guillemets français : « et ».
- Les listes à puces sont à éviter, des paragraphes rédigés étant largement préférés. Les tableaux sont à réserver à la présentation de données structurées (résultats, etc.).
- Les appels de note de bas de page (petits chiffres en exposant, introduits par l'outil «  Source ») sont à placer entre la fin de phrase et le point final[comme ça].
- Les liens internes (vers d'autres articles de Wikipédia) sont à choisir avec parcimonie. Créez des liens vers des articles approfondissant le sujet. Les termes génériques sans rapport avec le sujet sont à éviter, ainsi que les répétitions de liens vers un même terme.
- Les liens externes sont à placer uniquement dans une section « Liens externes », à la fin de l'article. Ces liens sont à choisir avec parcimonie suivant les règles définies. Si un lien sert de source à l'article, son insertion dans le texte est à faire par les notes de bas de page.
- La présentation des références doit suivre les conventions bibliographiques. Il est recommandé d'utiliser les modèles {{Ouvrage}}, {{Chapitre}}, {{Article}}, {{Lien web}} et/ou {{Bibliographie}}. Le mode d'édition visuel peut mettre en forme automatiquement les références.
- Insérer une infobox (cadre d'informations à droite) n'est pas obligatoire pour parachever la mise en page.

Pour une aide détaillée, merci de consulter Aide:Wikification.
Si vous pensez que ces points ont été résolus, vous pouvez retirer ce bandeau et améliorer la mise en forme d'un autre article.
Pour les articles homonymes, voir Caulet.
Robert Caulet, né le 14 février 1906 à Marseille et mort le 29 février 1984 dans la même ville, est un peintre, professeur de dessin et résistant français.

## Biographie

### Jeunesse
Robert Alexandre Caulet est né le 14 février 1906 à Marseille, boulevard de la Liberté. Ses parents sont originaires de Sisteron. La famille s'installe à Paris quelque temps après.
Robert est scolarisé à l'école primaire publique de garçons 15 rue Turgot (Paris 9e) à partir de 1912 jusqu'à mai 1919 : « sa conduite et son travail ont toujours donné très entière satisfaction ». Il vit la première guerre mondiale à Paris : les premiers bombardements aériens de l'histoire, les descentes dans les abris. À 14 ans Robert travaille en usine à faire des filets sur les assiettes (porcelaines de Sèvres). À 15 ans il passe le concours d'entrée à l'école des Beaux Arts de Paris mais n'y reste que 3 mois, ses parents ne pouvant financer ses études. Il continue donc à travailler à l'usine et suit des cours de dessin le soir. En 1922 un professeur de l'école Nationale des Beaux Arts le décrit comme « élève travailleur et bien doué dont les progrès sont sensibles».

### Débuts professionnels
Il fait son service militaire à Bizerte (Tunisie) chez les zouaves, en mai 1926.
Démobilisé sur place, il prépare le professorat de dessin qu'il passe à Paris : en 1929 il est reçu 1er au 1er degré du Certificat d'aptitude à l'enseignement du dessin dans les lycées et collèges. Il est ensuite nommé professeur de dessin au lycée Dupuy-de-Lôme de Lorient (du 14 octobre 1929 au 31 juillet 1930).

### Hors métropole: Saint-Denis de La Réunion, Sousse, Dakar,etc.
Il demande un poste en Indochine mais est nommé à La Réunion, en août 1930, au lycée Leconte-de-Lisle de Saint Denis. Il expose à La Réunion, en juillet 1931, au musée Léon-Dierx. Deux de ces tableaux servent de base à deux séries de timbres, Une représentation du Musée Léon-Dierx et une de la cascade des Demoiselles - Salazie. Il épouse en 1932 Lise Marie Blanche de Fayard à Saint-André sur l'île de La Réunion dont il divorce en août 1939 à Grand-Bassam en Côte d'Ivoire.

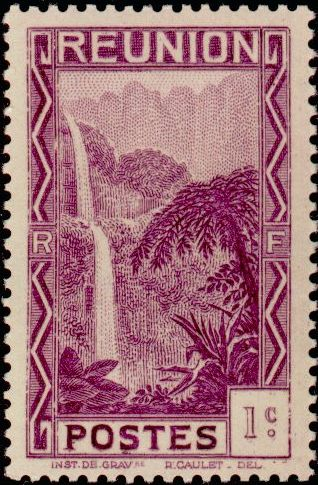
Timbre signé Robert Caulet

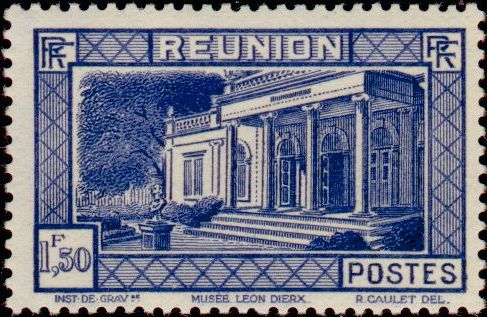
Timbre signé Robert Caulet

Il regagne Paris en 1934, puis est nommé en Tunisie au Collège de Sousse de novembre 1934 à novembre 1937. Il y fraternise avec des tunisiens et s'engage dans la CGT locale. Il accompagne les mouvements de grèves dans le bassin minier de Gafsa en mars 1937. La répression violente a causé la mort de dix-sept mineurs à Metlaoui.
En 1937 il n'est pas maintenu en Tunisie et est nommé, à sa demande, à Dakar, au lycée Van Vollenhoven. Face à la montée du nazisme il publie, entre le 1er janvier 1940 et le 1er juin 1940, Mamadou s'en va-t'en guerre, en bande dessinée, dans La Gazette du tirailleur(bimensuel Publié par l'état-major du Général commandant supérieur à Dakar). Il illustre avec des gravures sur bois une édition des Nouveaux contes d'Afrique de René Guillot en 1939-1940.
Mobilisé, les 23 et 24 septembre 1940 il participe à la bataille de Dakar contre les Anglais, mais en novembre 1940 le Gouverneur Général décide de ne pas renouveler son détachement en AOF qui arrive à expiration le 1er décembre. Il quitte Dakar pour Marrakech où il entre en contact avec Joséphine Baker et son «agent» Jacques Abtey.
Il rencontre certainement Albert Merglen, à Casablanca. Albert Merglen était une figure des opérations spéciales en 1940-1945. Docteur en histoire, il termine sa carrière avec le grade de Général. Dans son récit autobiographique Mission spéciale en France, son personnage porte le nom de Robert Caulet, ce qui révèle une profonde estime.

### La résistance en Corrèze
À force de démarches, il est nommé à Tulle en novembre 1941. Il sera professeur de dessin au lycée Edmond-Perrier, jusqu'en décembre 1945. Il y entre en contact avec les mouvements de résistance locaux. En particulier il devient proche de Gilbert Bugeac et de Martial Brigouleix qui sera arrêté et fusillé le 2 octobre 1943 au Mont-Valérien. Totalement impliqué dans la résistance, il devient responsable du Front National pour la Corrèze en 1942, sous le pseudonyme de « Laurent ».
Il continue son activité artistique dont restent deux histoires écrites au pinceau et  illustrées d'aquarelles, réalisées en 1942 : « Feu de Joie » et « Nature morte ».
Dans le cadre de l'affaire Grandclément, il est arrêté à Bordeaux par la Gestapo le 22 juillet 1943 et emprisonné au fort du Hâ pendant un mois. Il se retrouve dans une petite cellule où se serrent une dizaine de prisonniers. Des dessinsen témoignent.  Il est libéré faute de preuves.
À son retour, il entre dans la clandestinité.
Il participe à la bataille de Tulle des 7 et 8 juin 1944. Divers témoignages relatent la présence et le rôle de Robert Caulet à Tulle les 7 et 8 juin. Bruno Kartheuser les a rassemblés dans Caulet dit Laurent, résistant en Corrèze. Il est élu Président du Comité Départemental de Libération (CDL) de Corrèze en juillet 1944. Il devient le « préfet du maquis » pendant l'été 1944. Il est installé avec une petite équipe à Nougein (commune de Marcillac-la-Croisille) dans un endroit discret, peu accessible et bien protégé par le maquis. Il est en contact avec Pierre Trouillé, préfet de Vichy, afin de préparer au mieux la Libération. À ses côtés se trouve Jean-Gaston Labrunie qui sera maire de la Libération à Brive-la-Gaillarde et Conseiller Général de la Corrèze de 1951 à mars 1976. En 1974, en souvenir de cette période, il écrira une pièce de théâtre intitulée « Laurent ou le chant de guerre du maquis Corrézien ». À la Libération, le 17 août 1944, Robert Caulet fait fonction de Préfet , pendant un mois, en relation étroite avec le Préfet sortant, jusqu'à la nomination de Maurice Chantelauze comme Préfet officiel. Alors à ses côtés, étant Président du CDL, il joue le rôle de Président du Conseil Général. Fin 1945, après 16 mois de gestion de la Corrèze libérée, il quitte la présidence du CDL et demande à retrouver un poste d’enseignant en dehors du département, là où « je pourrai redevenir Professeur, tout simplement » écrit-il.

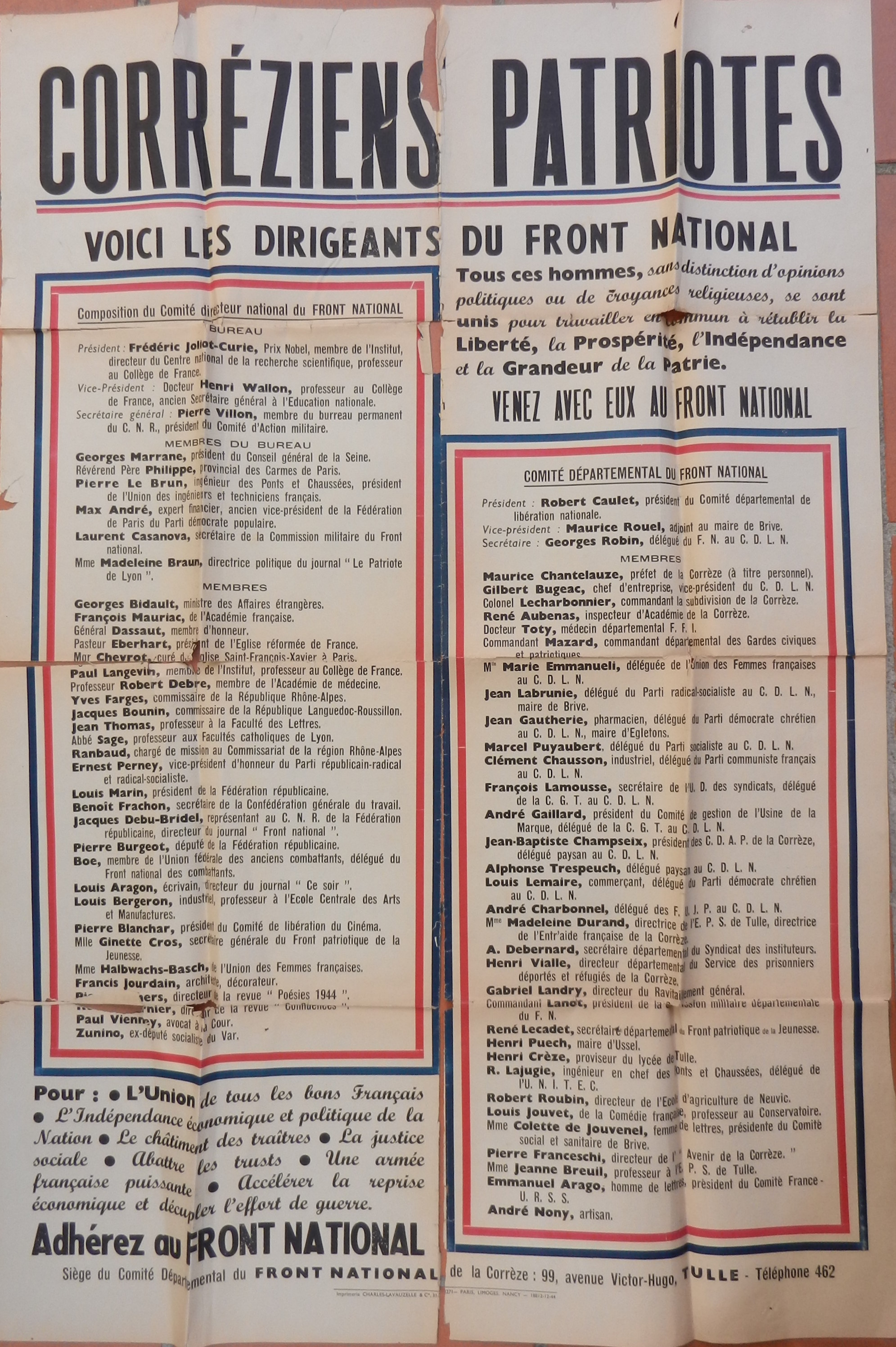
Affiche libération Corrèze 1944

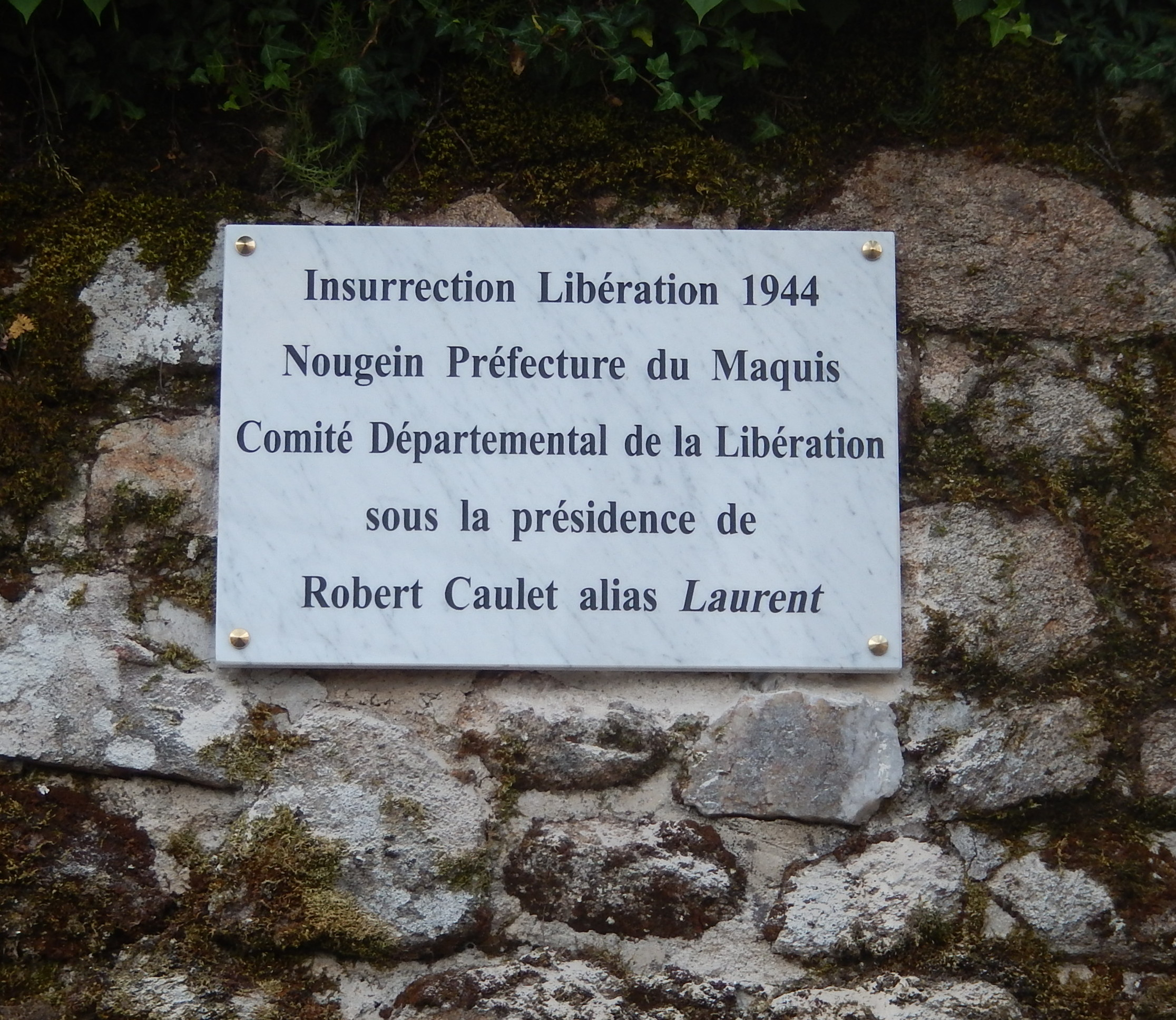
Plaque commémorative Préfecture du Maquis Corrèze

Il épouse en janvier 1946 à Égletons Renée Marie Reiss, née le 9 septembre 1921 à Ars-sur-Moselle. Il l'avait connue en 1942 à Tulle où elle était en poste. Elle a été un agent de liaison régulier pendant deux ans et a largement contribué à sa Libération, en août 1943. Le mariage est célébré le 21 janvier 1946 à Egletons (19). Parmi les témoins, Maurice Rouel, futur Conseiller de la République de Corrèze de 1946 à 1948 et Gilbert Bugeac, vice-président du CDL, Compagnon de la Libération.
La médaille de la Résistance lui est attribuée par décret en avril 1946.
Peu de temps après son départ pour Marseille une rumeur s'est répandue en Corrèze : Robert Caulet serait mort dans des conditions troubles, à Marseille. Cette rumeur délibérément malveillante était visiblement destinée à minorer et faire oublier le rôle central qu'il a joué pendant quatre ans, entre 1941 et 1945. Cette rumeur, restée longtemps vivace, est reprise dans des ouvrages dressant un portrait peu flatteur de Robert Caulet comme celui de Michel Peyramaure, La Division Maudite. On y lit « Caulet est mort noyé près de Marseille, dans la Méditerranée, semble-t-il, dans les années 46-47 ». Pour Marcel Meyssignac, dans Comment Tulle ne fut pas Oradour, « Caulet se serait suicidé à Marseille ». 
À l'initiative du collectif  Maquis de Corrèze, une plaque, commémorant la Préfecture du Maquis présidée par Robert Caulet alias Laurent, a été posée le 28 juin 2014 à Nougein (commune de Marcillac-la-Croisille). Pierre Pranchère, secrétaire général du collectif Maquis de Corrèze et Jean-Louis Bachellerie, maire de Marcillac-la-Croisille présidaient la cérémonie .

### Retour à Marseille
Au début de 1946, il est affecté à Marseille, au lycée Thiers puis au lycée Marseilleveyre, lycée "pilote" dans lequel il s'investit. Il participe à de nombreux projets : théâtre (décors, costumes), fresques en fer forgé dans la salle de spectacle avec son ami Georges Rolland...
Il continue à peindre et à créer des meubles. Il s'occupe de ses enfants (Laurent né en 1951 et Malijaï née en 1959), qu'il avait eus avec son épouse Renée.
En 1956 sa tuberculose fut considérée comme active et il fut mis en congé de longue maladie, avec un long séjour dans un sanatorium de Briançon. Par, ironie de l'histoire, c'est un docteur nommé Laval qui le suivait à cette époque là! Inspiré par le Knock de Jules Romain (et faisant le lien avec le bacille de Koch), il en a tiré une leçon amère : la  maladie, pourtant stabilisée, plus perfide que les nazis ! 
Il meurt le 29 février 1984 à Marseille.
En 2014, Bruno Kartheuser, historien Belge (Walter, SD à Tulle, tommes 1 à 4,) publie Caulet, dit Laurent, Résistant en Corrèze.

### Carrière
Dès son plus jeune âge, Robert Caulet dessine et peint. 
À 15 ans, il exprime ses dons avec des œuvres personnelles en porcelaine et un bel autoportrait.
Il expose à de nombreuses reprises, à Paris, Maison Marthe en 1929, à Lorient en 1930 (article dans Le Nouvelliste du Morbihan), à Saint-Denis de la Réunion (articles dans Le Peuple et La Jeunesse Littéraire) en 1931, à Sisteron en 1947 ( articles dans  Sisteron Journal)...
Il s'essaie également au modelage, à d'autres expressions plastiques comme l'utilisation du polyester et le modelage sur polystyrène expansé ainsi qu'à la création d'accessoires et de meubles pour l'usage familial. 
Parmi ses élèves, à Sousse : Georges Massa (1917-2013); à Tulle : Jean Leyssenne (1921-2009); à Marseille : Christiane Vivanti (Marseille 1937-2006).